# Gavril Rotică
Gavril Rotică (n. 1 mai 1881, Udești, Suceava, d. 1 iunie 1952, București) a fost un poet român, considerat un fel de ”Octavian Goga al Bucovinei”. Poezia sa a fost încadrată în istoriile literare la capitolele „Tradiționalism” și „Intimism”.

## Legături externe
- Ion Drăgușanul - Mărturisitorii. O istorie a scrisului bucovinean - pp. 412-423